# Aliou Coly
Aliou Coly (Bila, 1992. december 10. –) szenegáli korosztályos válogatott labdarúgó, a norvég Kristiansund hátvédje.

## Pályafutása

### Klubcsapatokban
Coly a szenegáli Bila városában született. Az ifjúsági pályafutását a Casa Sports akadémiájánál kezdte.
2009-ben mutatkozott be a Casa Sports felnőtt csapatában. 2013-ban a norvég első osztályban szereplő Molde csapatához igazolt. Coly az Elnesvågen ellen 5–0-ra megnyert kupamérkőzésen négyszer talált be a hálóba. A 2014-es szezonban a másodosztályú Kristiansundnál szerepelt kölcsönben.
2015. január 21-én a lehetőséggel élve két éves szerződést kötött a Kristiansund együttesével. A 2016-os szezonban feljutottak az Eliteserienbe. Először a 2017. április 1-jei, Molde elleni mérkőzésen lépett pályára. Első gólját 2018. szeptember 30-án, a Ranheim ellen 2–1-re elvesztett találkozón szerezte.

### A válogatottban
2012-ben tagja volt a szenegáli U23-as válogatottnak, ahol mindössze csak egy mérkőzésen lépett pályára.

## Statisztikák
2022. július 17. szerint
| Klub                      | Szezon   | Osztály     | Bajnokság | Bajnokság | Kupa  | Kupa | Nemzetközi | Nemzetközi | Összesen | Összesen |
| Klub                      | Szezon   | Osztály     | Meccs     | Gól       | Meccs | Gól  | Meccs      | Gól        | Meccs    | Gól      |
| ------------------------- | -------- | ----------- | --------- | --------- | ----- | ---- | ---------- | ---------- | -------- | -------- |
| Molde                     | 2013     | Tippeligaen | 8         | 0         | 2     | 4    | 4          | 1          | 14       | 5        |
| Kristiansund (kölcsönben) | 2014     | 1. divisjon | 27        | 1         | 0     | 0    | —          | —          | 27       | 1        |
| Kristiansund              | 2015     | OBOS-ligaen | 31        | 2         | 1     | 0    | —          | —          | 32       | 2        |
| Kristiansund              | 2016     | OBOS-ligaen | 26        | 2         | 0     | 0    | —          | —          | 26       | 2        |
| Kristiansund              | 2017     | Eliteserien | 24        | 0         | 2     | 0    | —          | —          | 26       | 0        |
| Kristiansund              | 2018     | Eliteserien | 23        | 2         | 1     | 1    | —          | —          | 24       | 3        |
| Kristiansund              | 2019     | Eliteserien | 23        | 0         | 3     | 1    | —          | —          | 26       | 1        |
| Kristiansund              | 2020     | Eliteserien | 23        | 1         | —     | —    | —          | —          | 23       | 1        |
| Kristiansund              | 2021     | Eliteserien | 28        | 1         | 1     | 0    | —          | —          | 29       | 1        |
| Kristiansund              | 2022     | Eliteserien | 8         | 0         | 0     | 0    | —          | —          | 8        | 0        |
| Kristiansund              | Összesen | Összesen    | 186       | 8         | 8     | 2    | 0          | 0          | 194      | 10       |
| Összesen                  | Összesen | Összesen    | 221       | 9         | 10    | 6    | 4          | 1          | 235      | 16       |

## Sikerei, díjai
Molde
- Norvég Kupa
  - Győztes (1): 2013

Kristiansund
- OBOS-ligaen
  - Feljutó (1): 2016

## Fordítás
Ez a szócikk részben vagy egészben  az   Aliou Coly című angol Wikipédia-szócikk fordításán alapul.  Az eredeti cikk szerkesztőit annak laptörténete sorolja fel. Ez a jelzés csupán a megfogalmazás eredetét és a szerzői jogokat jelzi, nem szolgál a cikkben szereplő információk forrásmegjelöléseként.